# AIX
AIX（Advanced Interactive Executive、エーアイエックス）は、IBMのUNIXオペレーティングシステムのブランド名である。

## 概要
AIXはUNIX System V Release 3 (SVR3) ベースのIBMのオペレーティングシステム (OS) で、The Open GroupのUNIX認証を受けている。AIXは、IBMのRT-PC、RS/6000、pSeries、System p、Power Systemsシリーズの他、フランスのBullや、日立製作所のEP8000シリーズやSR16000などでも採用されている。
最新版のAIX 7.3.1では、カーネルは64ビット で、POWER系のCPU (POWER8, POWER9, POWER10) をサポートする。

## 特徴

### コマンド体系
AIXはSystem V Release 3 (SVR3) をベースに、更に BSDやSystem V Release 4 (SVR4) などのコマンド等を追加したものである。このためSVR4ベースの他の商用UNIX（Solarisなど）や、UNIX互換OSである Linux OSなどとはコマンド体系が多少異なる。AIX V3までは Bourne Shellをデフォルトのシェルとしていたが、AIX V4以降はXPG4とPOSIXに準拠するためKornShell (ksh88) をデフォルトのシェルとするようになった。
なおLM (Loadable Module) のオブジェクトフォーマット形式は、Powerチップ間の非互換部分の吸収幅を残すため、ELFではなく COFFの拡張であるXCOFF（拡張共通オブジェクト・ファイル形式、XCOFF32およびXCOFF64）を使用している。

### 論理ボリュームマネージャ
論理ボリュームマネージャ (LVM) を比較的早く採用している。AIXでは更にディスク装置のミラーリングやストライピングをサポートし、AIX 5L 5.2以降では稼働中のバックアップ機能 (split copy)、AIX 5L V5.3以降ではスケーラブル・ボリュームグループ、AIX V6.1ではログ収集機能が強化された。

### ジャーナルファイルシステム
ジャーナルファイルシステムであるJFS/JFS2を実装している。JFSは、ディスク障害時の回復時間を短縮するファイルシステムである。JFSでは最大64GiBのファイル、最大1TiBのファイルシステムを作成できる。JFS2 では最大1TiB（AIX 5L V5.2以降では、最大16TiB）のファイルおよびファイルシステムを作成できる。またAIX 5L V5.2以降のJFS2はsnapshotコマンドによるスナップショットバックアップ、AIX 5L V5.3以降のJFS2ではファイルシステムサイズの動的縮小、AIX V6.1のJFS2では暗号化ファイルシステムがサポートされた。

### デスクトップ環境
標準のデスクトップ環境はCDEである。COSEで採用されてから一貫して標準搭載している。なおAIX Toolbox for Linux Applications（後述）にはKDEやGNOMEも含まれている。

### 管理ツール
他のUNIXおよびUNIX互換OSと比較して特徴的な点として、主要なシステム設定を階層型の管理画面であるSMITから行う（HP-UXのSAMに相当する）。また主要なシステム設定情報はODMという /etc ディレクトリ配下のデータベースにバイナリ形式で格納される。このためコマンドの知識が少ないユーザーでも操作を行え履歴も残り、システム設定ファイルの誤編集による問題も発生しにくいが、仮にデータベース情報の不整合などが発生した場合は専用の知識が必要である。

### 大規模ワークロードサポート
AIX7の時点で、最大256プロセッサ・コア、1024スレッドをサポートする。

### 仮想化
ハードウェアの機能と連係し、商用UNIXとしては早い時期から各種の仮想化をサポートしており実績も多い。物理分割 (PPAR)よりも柔軟性の高い論理区画 (LPAR)、LPARへの動的なリソースの割当変更が可能なDynamic Logical Partitioning、LPARへCPUを1/100単位で割当可能なMicro-Partitioning、1つのAIXインスタンス内で複数の AIX環境を作成できるWorkload Partition  (WPAR) 、稼働中のLPARを別の物理マシン（別筐体）へ移動できるLive Partition Mobility、x86 32ビットLinuxアプリケーションのバイナリを無修正で実行できるLx86などである。これらはPowerVMとして総称されている。

### Linuxとの親和性
AIX 4.3.3以降から付属するCD-ROMのAIX Toolbox for Linux Applicationsには、GNUプロジェクトおよびオープンソースのAIX用ツールが含まれている。またAIXバージョン5は「AIX 5L」とネーミングされたが、"L" はLinuxとの親和性 (Linux Affinity) を意味し、Linuxのプログラムソースの移植性を高めた。

### パッチ
累積フィックスであるフィックスパック (Fix Pack) は、IBMのサイト (Fix Central) よりダウンロードできる。従来はML (Maintenance Level)、SP (Service Pack)、CSP（Concluding Service Pack、各MLレベルでの最終のSP）の組み合わせだったが、2006年2月より TL（Technology Level、年2回、通常は2月と8月）、SP、CSPの組み合わせに変更され、更に2007年にCSPは廃止された。MLは過去のMLおよびSPを含む。SPは過去のSPを含む。2月のTLは安定性重視（フィックスおよび新ハードウェアのサポート中心）だが、8月のTLは更に機能拡張を含む。
単体フィックス (PTF) は現在は原則として提供されないが、緊急性・重要度が高いものは暫定フィックス（Interim fix、iFix、i-fix、IF。従来の緊急フィックス、e-fix）として暫定提供される。これらも最終的にはTL、SP等に含まれる。
現状の確認はAIX 4.3では instfix、AIX 5L以降では更に oslevel -r または -s などで行う。暫定フィックスは fixmgrで管理する。

## 歴史
いくつかの異なるバージョンのAIXがかつて存在していたが、不人気なものは消えていった。
1986年に登場したAIX V1はIBM RT-PCで動作した。このバージョンはUNIX System V Release 3をベースにしていた。
1989年、AIXはRS/6000シリーズのワークステーションとサーバ用OSとなった。AI は開発の過程で4.2BSDや4.3BSDの機能をIBMとINTERACTIVE Systems Corporationがマージした。
UNIX戦争の際には、AIXはOSF陣営のOSF/1のカーネルとして採用された。OSF/1は普及しなかったが、論理ボリュームマネージャ (LVM) はこの際にHP-UXなどに移植された。
1994年にはSMP対応を行っていたが、SMPによるスケールアップ型の性能向上よりも、RS6000-SP (Scallable parallel) に代表されるスケールアウト型による並列処理性能の拡充を目指していた。世界のチェス王者を破ったシステムも、AIXが稼動するRS/6000-SPであった。2001年、AIX 5Lの登場と共に、1チップでSMP構成が可能なPOWER4プロセッサを複数接続した大規模SMP構成のサーバを発表し、真の意味でエンタープライズ領域での必要な可用性と、Linuxとの先端的な親和性などを加え、基幹系UNIXベンダーとして疾走を始めた。
この2001年のAIX 5Lの登場以降、可用性の圧倒的な向上とスケーラビリティの向上、CPU性能の強化による性能の大幅向上を武器に IBMによる強力なセールスによりライセンス数を伸ばし、基幹系システムにおける商用UNIXとしてはHP-UXと並んで主流であり、基幹系適用に際して必須とされる高信頼性・高可用性がある。
さらにIBM製UNIXおよびLinux OSの基幹系への圧倒的な傾注と、やっと基幹系向けとして認知されたItanium系への不人気もあり、現状として基幹系ではトップの伸び率を誇る。
AIX 5L 5.3でのスケーラビリティは以下の通りである。
- 最大 64プロセッサ
- 主記憶2Tバイト
- JFS2: 最大ファイルシステムサイズ16TiB
- JFS2: 最大ファイルサイズ16TiB

## サポートするアーキテクチャ
- AIX v1…IBM PS/2 Micro Channel Architecture PCとIBM RT。
- AIX v2…6150-シリーズIBM RT。
- AIX v3…POWERアーキテクチャサポート開始。
- AIX v4…PowerPC アーキテクチャと PCI バスサポート開始。
- AIX v5…IA64アーキテクチャサポート（ただし、ベータ版のまま商用化されていない[6][7]）。
  - AIX v5.1…POWER4 での論理パーティショニングサポート。Micro Channel Architectureサポートはこのバージョンまで。
  - AIX v5.2…PowerPC 970ベースのブレードサーバBladeCenter JS20, JS21[8] サポート。途中よりDynamic LPARのサポート。
  - AIX v5.3…POWER5でのMicro-Partitioningサポート。
- AIX v6.1…POWER6でのLive Partition Mobilityサポート。
- AIX v7.1
- AIX v7.2…暫定修正 (i-fix) 用のAIX Live Update、CAA自動化、SRIOVでのVNICなど。

### メインフレームでのAIX
1988年、IBMはAIX/370を発表した。System/370で UNIX風の機能を提供するものである。AIX/370は1990年にリリースされ、System V Release 2と4.3BSDの機能にIBM独自の機能拡張がされたものとなっていた。System/390のアーキテクチャ (ESA/390) が登場すると、1991年にはAIX/370をAIX/ESAとし、OSF/1 のコードをベースとしたカーネルでSystem/390上で動作させた。AIX/ESAはネイティブOSとしてもVM上のゲストOSとしても動作する。しかし、商業的には成功とは言い難く、現在ではLinux on System zにその座を譲っている。

### アップル製ハードでのAIX
1996年、Apple Computerはサーバの最上位シリーズとして、AIXが標準OSでPowerPC 604ベースのApple Network Serverを開発し、他にはない様々な拡張を施した。このシリーズ以外にAppleでAIXを採用した例はなく、翌年には販売終了と短命に終っている。

### 日立製ハードでのAIX
日立のエンタープライズサーバEP8000シリーズはPower Systemsと互換性が高いハードウェア（ファームウェアも提携）であり、OSは AIXである。同社のスーパコンピュータ（同社の呼称ではスーパーテクニカルサーバ）SRシリーズのOSも、プロセッサがPA-RISCベースだったSR8000シリーズまではHP-UXベースであったが、POWERベースに変更したSR11000シリーズ以降ではAIXベースである。

## バージョン
- AIX v1, 1986年
- AIX v2, 1987年
- AIX v3, 1990年
- AIX v3.1
  - Journaled File System (JFS) をサポート
- AIX 4.1, 1994年
  - SMP をサポート
- AIX 4.2.1, 1997年4月
  - NFS Version 3をサポート
- AIX 4.3, 1997年10月
  - 64ビットCPUをサポート
  - UNIX98 認証
  - IPv6
- AIX 4.3.3, 1999年9月
  - オンラインバックアップ機能追加
  - ワークロード管理 (WLM)
- AIX 5L 5.1, 2001年5月（"5L" のLはLinuxとの相互運用性を高めたことを示す。)
  - カーネルの64ビット化
  - POWER4 をサポート
  - ロジカルパーティション（LPAR。マルチプロセッサシステムを論理的に複数に分割して、CPU・メモリ・I/O などのリソースを割当できる。物理分割[PPAR] と異なり、CPUは1プロセッサを0.1単位で、I/OならばPCI スロット単位で、配分できる。）
  - JFS2
- AIX 5L 5.2, 2002年10月 
  - POWER4+をサポート
  - マルチパス I/Oファイバーチャネルディスクをサポート
  - iSCSI
  - ダイナミック・ロジカルパーティション（D-LPAR。LPARの拡張。パーティション内でAIXが稼動中に、CPUなどのリソース割当を自動または手動で変更できる。）
- AIX 5L 5.3, 2004年8月
  - POWER5をサポート
  - マイクロパーティションをサポート（LPAR・D-LPARより更に細かいリソース配分が可能。CPUは1プロセッサを100分の1単位で配分できる。）
  - 仮想I/Oサーバ（VIOS。仮想SCSI、仮想イーサネットなど。）
  - NFS Version 4をサポート
  - 拡張アカウンティング
  - 同時マルチスレッディング (SMT) をサポート
  - JFS2クォータサポート
  - JFS2ファイルシステム縮小をサポート
- AIX 6.1 2007年11月[10]
  - Workload Partitions (WPARs)
  - Live Partition Mobility
  - Role Based Access Control (RBAC)
  - AIX Security Expert enhancements
  - Name Resolver Caching Daemon
  - probevue dynamic tracing
  - System Director Console for AIX
- AIX 7.1 2010年8月発表[11]
  - Express、Standard、Enterpriseの3エディション化
- AIX 7.2 2015年10月発表
- AIX 7.3 2021年12月発表[12]
- AIX 7.3.1 2022年12月発表